# Johnny Gaudreau
John Michael Gaudreau, detto Johnny (Salem, 13 agosto 1993 – Oldmans, 29 agosto 2024), è stato un hockeista su ghiaccio statunitense.

## Biografia
Militò per diverse stagioni nei Calgary Flames in NHL. Dalla stagione 2022/23 era in forza ai Columbus Blue Jackets.
Gaudreau morì a Oldmans la sera del 29 agosto 2024, insieme al fratello minore Matthew, all'età rispettivamente di 31 e 29 anni a causa di un incidente stradale, travolti da un'auto mentre erano in bicicletta.

## Palmarès

### Mondiali giovanili
- 1 medaglia:
  - 1 oro (Ufa 2013)